# Álex Remiro
Álex Remiro, właśc. Alejandro Remiro Gargallo (ur. 24 marca 1995 w Cascante) – hiszpański piłkarz występujący na pozycji bramkarza w hiszpańskim klubie Real Sociedad.